# Юрино (Черкутинское сельское поселение)
Ю́рино — деревня в Собинском районе Владимирской области России, входит в состав Черкутинского сельского поселения.

## География
Деревня расположена в 4 км на запад от центра поселения села Черкутино и в 38 км на северо-запад от райцентра города Собинка близ автодороги 17А-2 Колокша — Кольчугино — Александров — Верхние Дворики.

## История
В конце XIX — начале XX века деревня входила в состав Черкутинской волости Владимирского уезда. В 1859 году в деревне числилось 22 двора, в 1905 году — 38 дворов, в 1926 году — 41 хозяйство.
С 1929 года деревня входила в состав Клементьевского сельсовета Ставровского района, с 1932 года — в составе Черкутинского сельсовета Собинского района, с 1945 года — в составе Ставровского района, с 1965 года — в составе Собинского района, с 2005 года — в составе Черкутинского сельского поселения.

## Население
| 1859 | 1905 | 1926 | 2002 | 2010 | 2021 |
| ---- | ---- | ---- | ---- | ---- | ---- |
| 199  | ↗229 | ↘190 | ↘55  | ↘34  | ↘16  |

## Известные уроженцы
- Голячков, Леонид Дмитриевич (1919—1993) — советский военный лётчик, полковник, Герой Советского Союза.